# Lago Ladoga
O lago Ladoga ou Ládoga (em russo:  Ладожское озеро (Ladozhskoye Ozero), em finlandês:  Laatokka) é o maior lago inteiramente localizado na Europa, e o 14.º maior lago de água doce do mundo. Está localizado na República da Carélia e no oblast de Leningrado, no noroeste da Rússia, próximo da fronteira russo-finlandesa.
A área total do lago é 17700 km², com cerca de 660 ilhas que somam 435 km². A maioria das ilhas está situada próxima da margem noroeste, incluindo as célebres ilhas Valaam. Suas águas chegam ao golfo da Finlândia, no Báltico pelo rio Neva.

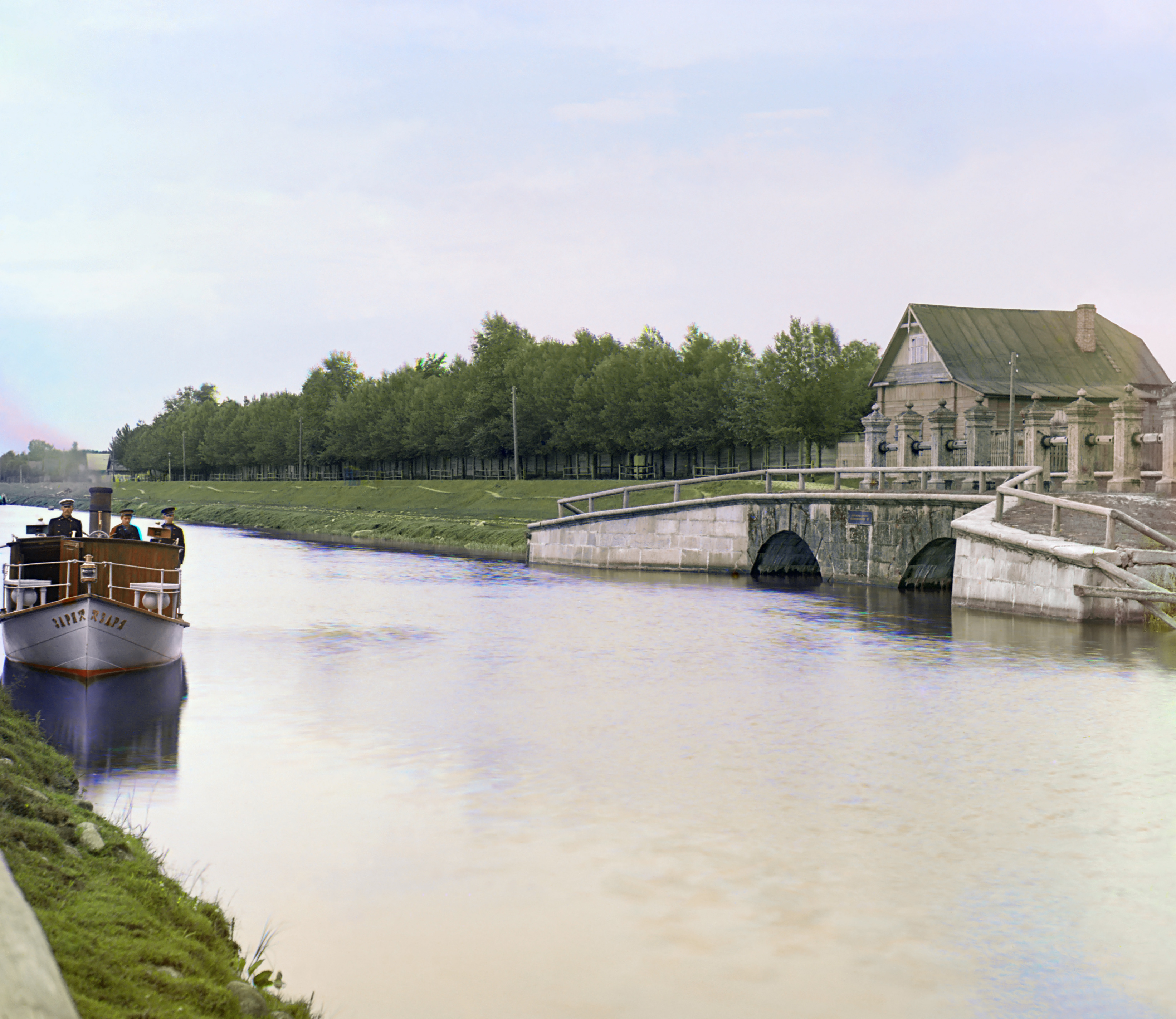
Uma ponte no lago (1912).

A área da sua bacia de drenagem é 276 000 km². A bacia do Lago Ladoga inclui 50 000 lagos e 3500 rios com mais de 10 km. Cerca de 85% da água provém dos três mais importantes rios tributários:
- rio Svir do lago Onega (sudeste)
- rio Vuoksi do lago Saimaa na Finlândia (oeste);
- rio Volkhov do lago Ilmen (sul).

## História
Entre 1617 e 1721 a fronteira russo-sueca foi traçada pelo Ladoga, e depois (1812–1940) a fronteira entre Finlândia e Rússia.
Durante o Cerco de Leningrado, de 1941 a 1944, o Lago Ladoga foi o único acesso à cidade sitiada. Os mantimentos eram transportados de Leningrado por camiões sobre o gelo, a chamada "Estrada da Vida", e por barco no verão.